# Kullings tingslag
Kullings tingslag var mellan 1680 och 1928 ett tingslag i Älvsborgs län som omfattade Kullings härad. Tingsplats var i Alingsås.
Tingslaget uppgick 1 januari 1928 i Vättle och Kullings tingslag.